# مرد نادرستی بود
مرد نادرستی بود (به انگلیسی: There Was a Crooked Man) یک فیلم سینمایی کمدی بریتانیایی محصول سال ۱۹۶۰ میلادی به کارگردانی استوارت برج و با بازی نورمن ویزدوم، آلفرد ماکرز، اندرو کروایشکانک، رجینالد بکویت و سوزانا یورک است. این فیلم در ایران با عنوان «من زندان را دوست دارم» مشهور است.

## داستان
یک متخصص مواد منفجره برای کار در یک باند تبهکاران فریب خورده‌است.

## بازیگران
- نورمن ویزدوم در نقش دیوی کوپر
- آلفرد ماکرز در نقش آدولف کارتر
- اندرو کروکشنک در نقش مک کیلوپ
- رجینالد بکویت
- سوزانا یورک در نقش الن
- ژان کلارک
- تیموتی بیتسون
- پاول ویتسون جونز
- فرد گریفیتس در نقش راننده تاکسی
- آن هفمن
- روزالیند نایت در نقش پرستار
- رید دو روون
- برایان اولتون
- گلی هوستون
- پرسی هربرت در نقش سرپرست زندان
- ادنا پتری
- جک می
- رونالد فریزر در نقش ژنرال کامینز
- ردموند فیلیپس
- اندرو کروکشنک

## انتشار و رسانه‌های خانگی
این فیلم سالها در دسترس نبود.
و در نهایت در تاریخ ۸ مه ۲۰۱۷ در دی وی دی منتشر شد.